# Feng Renliang
Feng Renliang (馮仁亮T, 冯仁亮S, Féng RénliàngP; Tientsin, 8 gennaio 1989) è un calciatore cinese, centrocampista del Beijing Renhe.